# Тулькес, Самуил Григорьевич
Самуил Григорьевич Тулькес (23 ноября 1929, Тбилиси — 1 августа 2010, Москва) — российский художник и учёный.
Окончил механический факультет Грузинского политехнического института. Работал на Тбилисском заводе истребительной авиации, в Институте физики Академии наук Грузии. С 1960 г. — в Москве в Институте молекулярной биологии АН СССР. Кандидат технических наук (диссертация «Источники ионизирующего излучения и их использование в технической микробиологии», 1968). Автор ряда научных работ, держатель (в соавторстве) нескольких патентов (в том числе «Способ определения чувствительности вируса гриппа к ремантадину», 1992, «Литиевая соль 1-адамантанкарбоновой кислоты, обладающая психостимулирующей активностью», 1996).
С 1968 г. занимался живописью — преимущественно портретами и пейзажной миниатюрой, с 1976 г. участвовал в выставках. С 1979 г. был членом правления секции изобразительного искусства Центрального дома работников искусств и в течение многих лет участвовал в организации различных выставок живописных и графических работ. Персональные выставки в Доме работников искусств Грузии (Тбилиси, 1978), в Центральном доме работников искусств (Москва, 1979), в Доме дружбы с народами зарубежных стран (Москва, 1992). Принимал участие во многих групповых всесоюзных и московских выставках. Работы находятся в частных коллекциях в России и за рубежом (в Германии, Франции, Бельгии, США, Израиле, Канаде, Эстонии, Грузии, Армении, на Украине).